# Things We Do for Love
Things We Do for Love è il sesto album in studio della band new wave svedese The Sounds ed è stato pubblicato nel 2020 con l'etichetta Arnioki Records.
Con la maggior parte dei membri della band che hanno messo su famiglia dall'uscita del precedente album in studio Weekend nel 2013, The Sounds ha avuto una pausa di sette anni. Nel 2017 hanno pubblicato un EP, The Tales That We Tell, ma si sono concentrati più su questioni personali che sulla scrittura di canzoni. Chitarrista e tastierista, Jesper Anderberg si è preso una pausa di tre anni per studiare ingegneria informatica. Dopo l'uscita dell'EP, la band ha continuato a scrivere nuove tracce "e alcune delle canzoni che non si adattavano all'EP sono state salvate per questo album che sapevamo che alla fine sarebbe uscito", ha detto Anderberg. Ha anche rivelato che il brano Dreaming of You è stato ispirato da Arcade Fire. A differenza dei precedenti album di The Sounds che avevano un periodo di tempo prestabilito per la scrittura, la creazione di Things We Do for Love è stata allungata nel corso degli anni. Originariamente programmato per essere pubblicato con un tour all'inizio del 2020, l'uscita di Things We Do for Love ha dovuto essere posticipata a causa delle restrizioni della pandemia di COVID-19.

## Accoglienza
L'album ha ricevuto recensioni internazionali per lo più favorevoli. Göteborgs-Posten ha scritto che la canzone Dreaming of You era "il mix perfetto di ABBA, Roxette e Ace of Base" mentre la title track Things We Do For Love era una new wave che ricordava molto Blondie. Il recensore ha tuttavia criticato il fatto che mentre la cantante Maja Ivarsson era "cool come sempre" in questa pubblicazione, il resto della band è rimasto in qualche modo "anonimo". Secondo AllMusic , questo album è stato il miglior album di The Sounds dall'uscita del 2011 con Something to Die For, segnalando che "la crescita è possibile per quasi due decenni in una carriera". La recensione citava le influenze degli Ultravox e dei Beach Boys così come i Depeche Mode.

## Tracce
1. Things We Do For Love – 4:16
2. Safe And Sound – 3:32
3. Changes – 3:51
4. Bonnie And Clyde – 3:48
5. Hollow – 4:40
6. Fingertips – 3:20
7. Dreaming Of You – 3:47
8. Dim The Lights – 3:11
9. Stay Free – 2:05
10. Home – 3:23
11. Miami – 6:13